# Mokona
Para información del personaje de Magic Knight Rayearth, véase Magic Knight Rayearth.
Mokona (もこな?) es miembro del grupo de artistas femeninas creadoras de manga, CLAMP. Es la artista líder del equipo, la encargada de colorear los trabajos y además está a cargo de la composición. Es conocida formalmente como Mokona Apapa (もこなあぱぱ).

## Perfil
- Fecha de nacimiento: 16 de junio de 1968
- Tipo de sangre: A+
- Lugar de nacimiento: Kioto, Japón